# Vimartin-sur-Orthe
Vimartin-sur-Orthe è un comune francese situato nel dipartimento della Mayenne nella regione dei Paesi della Loira.
Si tratta di un comune nuovo creato il 1º gennaio 2021 dalla fusione dei comuni di Saint-Martin-de-Connée, Saint-Pierre-sur-Orthe e Vimarcé.
Il capoluogo è nel comune delegato di Saint-Pierre-sur-Orthe.